# Leipzig/Halles flygplats
Leipzig/Halles flygplats (tyska: Flughafen Leipzig/Halle) (IATA: LEJ, ICAO: EDDP) är en internationell flygplats mellan städerna Leipzig och Halle an der Saale i de  tyska förbundsländerna Sachsen respektive Sachsen-Anhalt.
Flygplatsen har en station på S-Bahn Mitteldeutschland och trafikeras av linje S5 och S5X.